# José Luis Álvarez-Sala Walther
José Luis Álvarez-Sala Walther es un médico español, Decano de la Facultad de Medicina de la Universidad Complutense de Madrid entre 2010 y 2018, Presidente de la Conferencia Nacional de Decanos de Facultades de Medicina de España de 2016 a 2018, Presidente de la Federación Española de Croquet (FEC), desde 1994hasta 2023, y Presidente de la World Croquet Federation desde el 1 de enero de 2024.

## Datos biográficos y académicos
José Luis Álvarez-Sala nació en Madrid en el año 1950. Se licenció en medicina y cirugía en la Universidad Complutense de Madrid en 1974 siendo el número uno de su promoción con premio extraordinario. Se doctoró en 1981 en la UCM con "Estudio del 2-3-difosfoglicerato intraeritrocitario con especial referencia a su papel modulador en el transporte de oxígeno en algunas situaciones clínicas", nuevamente con premio extraordinario.
Es catedrático de la UCM desde el año 1977 y Jefe del Servicio de Neumología del Hospital Clínico San Carlos desde 1988 hasta 2022. Es precisamente la neumología el ámbito en el que ha desarrollado su carrera profesional y por la que ha obtenido numerosas distinciones, entre las que destaca la Cruz de Honor de Oro de la Sanidad de la Comunidad de Madrid en el año 2014, el premio "Neumólogo del Año" en 2001 y "Médico del Año" en 2022.
Fue Presidente de la Sociedad Española de Neumología y Cirugía Torácica (SEPAR) entre 2002 y 2006, asimismo presidió la Comisión Nacional de Neumología del Ministerio de Sanidad y del Ministerio de Educación desde 1995 hasta 2014.
Ha coordinado la docencia de la Patología Médica contribuyendo de forma importante a la formación de más de 40 promociones de futuros médicos. Ha dirigido 29 tesis doctorales, 10 tesinas de licenciatura y 14 becarios oficiales de investigación. Asimismo, fue el jefe de redacción de Archivos de Bronconeumología, hasta 2002 y entre los años 2008 y 2013, dirigió la Editorial Respira de la Fundación Española del Pulmón. Vicepresidente (1992 a 1996) y Presidente (1996 a 1998) de la Sociedad Madrid-Castilla de Medicina Interna.
Ha sido Director del Departamento de Medicina (2002 a 2006), Vicedecano (2007 a 2010) y Decano (2010 a 2018). Vocal de la Comisión Permanente (2010 a 2015) y Presidente (2016 a 2018) de la Conferencia Nacional de Decanos de Facultades de Medicina de España (CNDFME). Durante este periodo se modificó el plan de estudios de Medicina de Licenciatura a Grado dentro del Espacio Europeo de Educación Superior e intervino en el reconocimiento del nivel de Master en los estudios de Grado en Medicina.
Es autor o coautor de más de 684 publicaciones científicas tanto nacionales como internacionales.

## Publicaciones
- Técnicas diagnósticas y terapéuticas en neumología (2012)
- Horizontes en la atención respiratoria domiciliaria (2012)
- Epónimos en aparato respiratorio (2011)
- Respirar arte (2009)
- Enfermedad pulmonar obstructiva crónica: aspectos clínicos y terapeúticos (2007)
- Historia de la neumología y la cirugía torácica españolas (2006)
- Atención domiciliaria en neumología (2006)
- Guía rápida" para residentes en neumología (2005)
- Trastornos respiratorios del sueño (2004)
- La oximetría en registro continuo en el esfuerzo máximo en distintas especialidades deportivas (2003)
- Manejo de los factores de riesgo cardiovascular (1998)

## Ámbito deportivo
En el año 1994 funda, junto a otras ocho personas, la Asociación Española de Croquet, el germen de lo que hoy es la Federación Española de Croquet (FEC), en la que fue elegido presidente, cargo que ostentó hasta el 28 de marzo de 2023. La Asamblea General Ordinaria y Extraordinaria del 14 de junio de 2023 aprobó por unanimidad su nombramiento como Presidente de Honor de la FEC.
Álvarez-Sala Walther logró en 1994 la integración de la FEC en la Federación Europea de Croquet (número 11 de 20 países), así como el estatus de “miembro observador” en la Federación Mundial de Croquet. Ese mismo 1994, la FEC se convirtió en el primer “miembro asociado” de la WCF y posteriormente, en 2012, en miembro de pleno derecho, con dos votos en el Consejo Mundial. Posteriormente, el peso de la FEC en el Consejo Mundial fue ampliándose hasta los cuatro votos en 2018, seis en 2020 y los ocho votos con los que cuenta en la actualidad.
En 1995 organizó el I Campeonato de España de AC Croquet en Gijón.
En 2017, creó, junto a otros miembros de la Junta Directiva de la FEC, la Academia Española de Croquet con el fin de preparar tanto a árbitros como a entrenadores.
Ha sido premiado por el Comité Olímpico Español en varias ocasiones. La primera de ellas en el año 2015 por su contribución al deporte y en 2018 fue reconocido por el COE como embajador deportivo y promotor de estilos de vida saludables.
Es, desde 2020, el único español que forma parte del Hall of Fame del World Croquet Federation, un selecto grupo formado por 53 personas que se han distinguido por fomentar y apoyar el desarrollo y consolidación del croquet en el mundo.
El 3 de diciembre de 2023 fue elegido presidente de la Federación Mundial de Croquet tras haber resultado el candidato más votado de los tres que presentaron su candidatura un mes antes. En concreto, Álvarez-Sala obtuvo 36 votos, frente a los 25 del estadounidense Jeff Soo y los dos del Sudafricano Andrew Hobbs. El nombramiento tiene efectos desde el 1 de enero de 2024.